# Entends-tu les Chiens Aboyer? (album)
Entends-tu les Chiens Aboyer? (Auzi câinii lătrând?) este albumul lui Vangelis care cuprinde coloana sonoră a filmului mexican cu același nume (No Oyes Ladrar los Perros? sau Ignacio), compus în anul 1975 și reprezintă colaborarea lui Vangelis cu regizorul Francois Reichenbach. Acest album  poate fi găsit frecvent sub numele de Ignacio și chiar sub denumirea engleză 'Can you hear the dogs barking?'. Albumul marchează începutul maturității artistice a lui Vangelis, pasaje întregi din acest album (alături de Heaven and Hell) fiind folosite frecvent în coloana sonoră a serialului lui Carl Sagan, Cosmos.

## Lista pieselor
Entends-Tu Les Chiens Aboyer?  - 39:04
sau
- Entends-tu les Chiens Aboyer part 1
- Entends-tu les Chiens Aboyer part 2

sau
- Ignacio part 1
- Ignacio part 2

## Informații album
Compus, aranjat și produs de Vangelis.